# Коронавірусна хвороба 2019 на Гренаді
Епідемія коронавірусної хвороби 2019 на Гренаді — це поширення пандемії коронавірусної хвороби 2019 на територію Гренади. Перший випадок хвороби в країні зареєстрований 22 березня 2020 року. Незважаючи на запровадження в країні локдауну і заходів соціального дистанціювання, за місяць у країні зареєстрована місцева передача вірусу. Проте кількість випадків хвороби у країні після чого поступово розпочала зменшуватися, і до 18 червня 2020 року міністерство охорони здоров'я країни повідомило про відсутність активних випадків хвороби на Гренаді, що означало, що заходи боротьби з поширенням хвороби в країні допомогли позбавитись від коронавірусу. Така ситуація тривала до грудня 2020 року, коли стався невеликий спалах (включаючи першу на острові смерть, пов'язану з коронавірусом), пов’язану з курортом Сандалс і «коридором подорожей», який не вимагав від гостей проходити тестування на COVID-19. Однак, попри цей інцидент, переважна більшість випадків у Гренаді до серпня 2021 року були виявлені під час карантинного утримання прибулих до країни з-за кордону. У серпні 2021 року спалах дельта-варіанту призвів до значного поширення місцевої передачі вірусу та майже 200 смертей. Однак до середини жовтня 2021 року спалах було в основному локалізовано, і життя нормалізувалося, хоча невелика кількість місцевої передачі вірусу спостерігалася до кінця 2021 року.

## Хронологія

### Березень-квітень 2020 року
22 березня 2020 року повідомлено про виявлення першого випадку хвороби в країні («Нульовий хворий») — 50-річної хворої, яка повернулася з Великої Британії 16 березня, симптоми хвороби в якої з'явились 17 березня, а 21 березня у неї офіційно діагностована коронавірусна хвороба. О 23:59 цього дня аеропорт був закритий на невизначений час.
25 березня повідомлено про виявлення ще 6 випадків хвороби (5 жінок та 1 чоловік віком 50–80 років), усі з домогосподарства першої хворої в країні. Уряд запровадив обмеження пересування жителів країни та нічну комендантську годину.
28 березня повідомлено про виявлення ще 2 випадків хвороби (2 жінки, віком 50–80 років), одна з яких сиділа неподалік з першою хворою на борту літака в авіарейсі 16 березня; ще одна хвора мала родичів, які приїжджали з Нью-Йорка 17 березня. Ще один хворий, який сидів поруч з першою хворою на борту літака в авіарейсі 16 березня, був 50-річним чоловіком, у якого 26 березня з'явилися симптоми хвороби, після чого йому провели тестування на Гренаді та відправили на карантин до отримання результатів тестування. Натомість він втік зі своєю сім'єю рейсом авіакомпанії «Air Canada», яким повернувся назад до Великої Британії ще до отримання результатів тесту (який виявився позитивним).
29 березня уряд країни запровадив цілодобову комендантську годину на один тиждень.
1 квітня повідомлено про виявлення нового випадку хвороби у 58-річного чоловіка, який прибув рейсом з Нью-Йорка 19 березня.
3 квітня повідомлено про виявлення 2 нових випадків хвороби. Одним з них був 73-річний чоловік, у дружини якого виявлено коронавірусну хворобу 28 березня (вона сиділа біля першої хворої під час рейсу з Великої Британії 16 березня); інший хворий — таксист, який контактував з раніше підтвердженим випадком хвороби.
6 квітня уряд поновив комендантську годину на наступні два тижні (до 20 квітня). На той день тести на коронавірус проводилися в університеті Сент-Джорджес.
10 квітня виявлено ще 2 випадки хвороби, обидва з домогосподарств попередніх випадків (загалом 14 випадків хвороби, проведено загалом 92 тестування).
18 квітня уряд продовжив цілодобову комендантську годину ще на тиждень (до 27 квітня), хоча й з більшими дозволами під час призначених днів покупок, очікувалось, що після цього останнього періоду запровадження комендантської години будуть нові послаблення.
20 квітня зареєстровано п'ятнадцятий випадок хвороби, який був першим потенційним випадком місцевого поширення вірусу, про що повідомив міністр Ніколас Стіл, цей хворий потрапив до загальної лікарні та отримав позитивний результат швидкого тесту (підтверджено ПЛР-тестом 22 квітня). У цього 45-річного чоловіка спочатку результат тестування за допомогою швидкого тесту був негативний, але повторний тест пізніше в нього був позитивним. Потім йому кілька раз провели тестування за допомогою ПЛР-тесту на острові (в Університеті Святого Георгія) та в Карибській організації охорони здоров'я, результати яких знову були позитивними.
25 квітня виявлено ще 3 нових випадки хвороби, два з яких працювали з випадком № 15, та один не пов'язаний з іншими випадками хвороби. Двох хворих (чоловіків віком 62 та 59 років) виявлено шляхом відстеження контактів. Третім з цих випадків була 50-річна жінка, яка прибула на острів 16 березня, відбула карантин, а потім з власної ініціативи вирішила провести тестування, попри відсутність симптомів. Цей 18-ий випадок хвороби спричинив підозру щодо того, чи справді цей випадок завезений з-за кордону (38 днів після прибуття), чи хвора інфікувалась вже на Гренаді. У двох її сусідів також виявили позитивний результат аналізу на антитіла, що дає можливість припустити, що вони перехворіли раніше, і на цей день одужали. Ці два додаткові випадки не були додані до офіційної статистики.
28 квітня виявлено новий випадок хвороби (контактував з хворим № 15); одужали 3 хворих (загалом на той день 10 одужань, 8 активних випадків, 1 поза межами острова).
29 квітня виявлено 20-ий випадок хвороби в країні (54-річна жінка — родичка одного з раніше виявлених випадків хвороби), а також зареєстровано 3 одужання. У 5 робітників борошномельної фабрики «Caribbean Agro» в поселенні Темп підтверджено позитивний результат тестування на коронавірус.

### Травень-серпень 2020 року
2 травня підтверджено повторний позитивний результат тесту на коронавірус, який проведений за кілька днів після двох негативних швидких тестів на коронавірус, у 20-річного чоловіка, який контактував з хворим № 15.
10 травня у зв'язку з відсутністю нових випадків хвороби уряд повідомив про пом'якшення комендантської години та часткове відновлення ділової активності, починаючи з понеділка, 11 травня.
15 травня на Гренаді зареєстровано 22-ий випадок COVID-19, яким стала 8-річна дівчинка без симптомів хвороби (наймолодший випадок на той день), також пов'язана з випадком № 15.
25 травня підтверджено позитивний результат тесту на коронавірус у репатрійованого працівника круїзного лайнера, який направлений на карантин 24 травня після репатріації. Оскільки цей випадок знаходився на карантині після прибуття до країни, це не змінило поточного стану відновлення життєдіяльності в країні, проте міністр охорони здоров'я попередив, що подібні випадки будуть з'являтися протягом відкриття країни, тому основна увага приділяється ідентифікації та ізоляції кожного такого випадку.
17 червня 8 репатрійованих громадян країни з круїзних лайнерів отримали позитивний результат тесту на антитіла до COVID-19, проте ПЛР-тест у них був від'ємний. Тим не менше, як і у випадку з хворим за 25 травня, уряд, схоже, не бажав включати позитивні справи у репатрійованих громадян до офіційних підрахунків.
18 червня повідомлено, що випадків місцевої передачі ввірусу в червні в країні не реєструвалось, а раніше виявлені випадки продовжували одужувати, що підтверджувалось негативними двома тестами ПЛР з інтервалом в один тиждень. 18 червня міністерство охорони здоров'я заявило, що на Гренаді не залишилось активних випадків хвороби, про що свідчить постійне проведення тестувань.
28 червня повідомлено, що аеропорт залишатиметься закритим щонайменше до кінця липня.

### Вересень-грудень 2020 року
Станом на 19 вересня 2020 року Гренада залишалась вільною від коронавірусної хвороби. Загальна кількість випадків хвороби в країні становила 24, які всі одужали.
Станом на 4 жовтня 2020 року Гренада була вільною від коронавірусної хвороби. Загальна кількість випадків хвороби становила 24, всі вони одужали.
Станом на 14 жовтня загальна кількість випадків становила 25, з них 1 активний випадок, решта хворих одужали.
Станом на 20 жовтня загальна кількість випадків становила 27, з них 3 активні, решта хворих одужали.
Станом на 28 жовтня загальна кількість випадків становила 28, з них 4 активні, 24 хворих одужали.
Станом на 8 листопада загальна кількість випадків на Гренаді становила 32, з них 5 активних, 27 хворих одужали.
Станом на 16 листопада загальна кількість випадків на Гренаді становила 33, з них 4 активні, 29 хворих одужали.
Станом на 23 листопада загальна кількість випадків на Гренаді становила 41, з них 11 активних, 30 хворих одужали.
Станом на 5 грудня загальна кількість випадків на Гренаді становила 41, з них 2 активні, 39 хворих одужали.
Станом на 8 грудня загальна кількість випадків на Гренаді становила 43, з них 2 активні, 41 хворий одужав.
Станом на 13 грудня загальна кількість випадків на Гренаді становила 69, з них 28 активних, 41 хворий одужав.
Станом на 14 грудня загальна кількість випадків на Гренаді становила 85, з них 41 активний, і 44 хворих одужали.
Станом на 15 грудня загальна кількість випадків на Гренаді становила 94, з них 41 активний і 53 одужання. Збільшення кількості випадків, найімовірніше, відбулося у зв'язку з прибуттям туристів, які прибули на курорт Сандалі, та заразили працівників, від яких пізніше вірус поширився на південь острова. Сандалі, очевидно, були частиною спеціальної програми «коридору», яка не вимагала від гостей проходити тестування на COVID-19, поки вони перебували на території курорту.
Станом на 20 грудня загальна кількість випадків на Гренаді становила 103, з них 49 активні, 54 хворих одужали.
Станом на 21 грудня загальна кількість випадків на Гренаді становила 105, з них 49 активні, 56 хворих одужали.
Станом на 27 грудня загальна кількість випадків хвороби на Гренаді склала 124, з них 46 активні, 78 хворих одужали.
Станом на 30 грудня 2020 року загальна кількість випадків хвороби на Гренаді зросла до 127, з них 20 активні, 107 хворих одужали.

### Січень-квітень 2021 року
Станом на 6 січня 2021 року загальна кількість випадків хвороби на Гренаді становила 127, з них 19 активних випадків, 107 одужань, 1 хворий помер унаслідок коронавірусної хвороби.
Станом на 12 січня 2021 року загальна кількість випадків хвороби на Гренаді зросла до 132, з них 8 активних випадків, 123 одужання, та 1 смерть.
Станом на 18 січня загальна кількість випадків хвороби на Гренадіи становила 139, з 9 них активних, 129 одужань, та 1 смерть.
Станом на 25 січня загальна кількість випадків хвороби на Гренаді становила 148, з них 12 активних, 135 одужань, та 1 смерть.
Станом на 28 січня загальна кількість випадків хвороби на Гренаді становила 148, з 11 активних випадків, 136 одужань, та 1 смерть.
Станом на 1 лютого загальна кількість випадків хвороби в країні становила 148, з них 5 активних, 142 одужання, та 1 смерть.
Станом на 7 лютого загальна кількість випадків хвороби в країні становила 148, з них 1 активний випадок, 146 одужань, та 1 смерть.
Станом на 23 лютого загальна кількість випадків хвороби на Гренаді становила 148. Не було жодного активного випадку, 1 хворий помер, а решта 147 одужали.
Станом на 6 березня загальна кількість випадків хвороби в країні залишилась на рівні 148. Не було жодного активного випадку, 1 хворий помер, а решта 147 одужали.
Станом на 22 березня загальна кількість випадків хвороби в країні становила 154, у тому числі 1 активний випадок, 151 одужання та 2 смерті.
Станом на 29 березня загальна кількість випадків хвороби на Гренаді становила 155, у тому числі 1 активний випадок, 152 одужання та 2 смерті.
Понад 2 тижні на Гренаді не було зареєстровано жодного нового випадку хвороби. Станом на 11 квітня загальна кількість випадків становила 155, у тому числі 1 активний випадок, 152 одужання та 2 смерті.

### Травень-липень 2021 року
Станом на 1 травня загальна кількість випадків хвороби на Гренаді становила 160, у тому числі 1 активний випадок, 158 одужань та 1 смерть.
Станом на 12 травня загальна кількість випадків хвороби на Гренаді становила 161, без активних випадків, 160 одужання та 1 смерть.
Станом на 30 червня загальна кількість випадків на Гренаді становила 162, у тому числі 1 активний випадок, 161 одужання та 1 смерть.
Станом на 13 липня загальна кількість випадків на Гренаді склала 162, без активних випадків, 161 одужання та 1 смерть.

### Серпень-жовтень 2021 року (великий спалах)
Станом на 30 серпня загальна кількість випадків на Гренаді становила 357, у тому числі 164 активні випадки, 192 одужання та 1 смерть.
Станом на 2 вересня загальна кількість випадків хвороби на Гренаді становила 817, у тому числі 124 завезені з-за кордону випадки, 599 активних випадків, 214 одужань та 4 смерті. З 599 активних випадків 9 були завезеними випадками, та 590 з місцевою передачею вірусу.
Станом на 3 вересня загальна кількість випадків хвороби на Гренаді становила 1098, у тому числі 124 завезені з-за кордону випадки, 868 активних випадків, 225 одужань та 5 смертей. Із 868 активних випадків, 9 були завезеними випадками, а 859 з місцевою передачею вірусу.
Станом на 9 вересня загальна кількість випадків хвороби на Гренаді становила 1947, з них 1576 активних випадків хвороби, 352 одужання та 19 смертей.
Станом на 22 вересня загальна кількість випадків хвороби на Гренаді становила 4552, з них 2194 активних випадків, 2273 одужання та 85 смертей.
Станом на 28 вересня загальна кількість випадків хвороби на Гренаді становила 5039, з них 1543 активні випадки, 3361 одужань і 135 смертей.
Станом на 9 жовтня загальна кількість випадків хвороби на Гренаді становила 5619, з них 364 активних випадків, 5078 одужань та 177 смертей.

### Листопад–грудень 2021 року
У жовтні кількість активних випадків продовжувала падати, досягнувши найнижчого рівня у 53 активних випадків 18 листопада, і лише 2 додаткових смертей у жовтні. Однак 19 листопада кількість випадків знову почала повільно підніматися вгору.
Станом на 19 листопада загальна кількість випадків хвороби становила 5866, з них 54 активні випадки, 5612 одужань і 200 смертей.
Станом на 29 грудня загальна кількість випадків хвороби становила 6009, з них 124 активних, 5685 одужань та 200 смертей.

### Січень–березень 2022 року
Станом на 4 січня загальна кількість випадків хвороби на Гренаді становила 6787, з них 873 активні випадки, 5714 одужань і 200 смертей.
Станом на 8 січня загальна кількість випадків хвороби становила 7669, з них 1736 активних випадків, 5733 одужання та 200 смертей.
Станом на 22 січня загальна кількість випадків хвороби становила 11190, з них 2609 активних випадків, 8376 одужань і 205 смертей.
Станом на 25 січня загальна кількість випадків хвороби становила 11816, з них 2142 активних, 9467 одужань та 207 смертей.
Станом на 4 лютого загальна кількість випадків хвороби становила 12774, з них 851 активний випадок, 11712 одужань та 211 смертей.
Станом на 11 лютого загальна кількість випадків хвороби становила 13172, з них 456 активних випадків, 12503 одужань та 213 смертей.
Станом на 21 лютого загальна кількість випадків хвороби становила 13532, з них 204 активні випадки, 13114 одужань та 214 смертей.
Станом на 25 лютого загальна кількість випадків хвороби становила 13661, з них 229 активних випадків, 13218 одужань та 214 смертей.
Станом на 27 лютого загальна кількість випадків хвороби становила 13679, з них 209 активних випадків, 13258 одужань та 216 смертей.
Станом на 3 березня загальна кількість випадків хвороби становила 13690, з них 138 активних випадків, 13336 одужань та 216 смертей.
Станом на 18 березня загальна кількість випадків хвороби становила 13936, з них 217 активних випадків, 13659 одужань та 217 смертей.

### Квітень–червень 2022 року
Станом на 8 квітня загальна кількість випадків хвороби на Гренаді становила 14024, з них 58 активних випадків, 13748 одужань і 218 смертей.
Станом на 13 квітня загальна кількість випадків хвороби становила 14092, з них 66 активних випадків, 13807 одужань та 219 смертей.
Станом на 25 квітня загальна кількість випадків хвороби становила 14428, з них 263 активні випадки, 13945 одужань і 220 смертей.
Станом на 1 травня загальна кількість випадків хвороби становила 14743, з них 412 активних випадків, 14111 одужань та 220 смертей.
Станом на 11 травня загальна кількість випадків хвороби становила 16014, з них 1181 активний випадок, 14612 одужань і 221 смерть.
Станом на 26 травня загальна кількість випадків хвороби становила 17482, з них 891 активний випадок, 16366 одужань та 225 смертей.
Станом на 13 червня загальна кількість випадків хвороби становила 18035, з них 281 активний випадок, 17523 одужань та 231 смертей.
Станом на 23 червня загальна кількість випадків хвороби становила 18205, з них 126 активних випадків, 17849 одужань та 232 смерті.

### Липень–грудень 2022 року
Станом на 8 липня загальна кількість випадків хвороби на Гренаді становила 18531, з них 178 активних випадків, 18120 одужань та 233 смерті.
Станом на 19 липня загальна кількість випадків хвороби становила 18655, з них 156 активних випадків, 18266 одужань та 233 смерті.
Станом на 26 серпня загальна кількість випадків становила 19268, з них 261 активний випадок, 18266 одужань та 236 смерті.
Станом на 7 вересня загальна кількість випадків становила 19403, з них 109 активних випадків, 19058 одужали та 236 летальних випадків.

### З січня 2023 року
Станом на 30 січня 2023 року загальна кількість випадків хвороби Гренаді становила 19680, з них 84 активні випадки, 19354 одужань і 238 смертей.

## Заходи з боротьби з поширенням інфекції

### Надзвичайний стан
Уряд прем'єр-міністра Кіта Мітчелла запровадив низку заходів щодо посилення політики соціального дистанціювання та карантину, що в підсумку призвело до запровадження локдауну. Ще до першого випадку хвороби в країні (але в очікуванні цього) 14 березня 2020 року були закриті школи та заборонені громадські заходи, а також заохочувалося соціальне дистанціювання. Повідомлено, що принаймні 3 особи, в яких пізніше підтвердився позитивний результат тестування на COVID-19 в інших країнах, перебували на Гренаді. Після першого підтвердженого випадку хвороби 22 березня 2020 року міжнародний аеропорт був закритий для комерційних авіарейсів на невизначений термін.
25 березня запроваджено надзвичайний стан із обмеженням пересування та нічною комендантською годиною. Закладам, які не могли запровадити соціальне дистанціювання, наказано закритися (зокрема, низка ресторанів та барів працювали виключно в режимі доставки). 30 березня ці карантинні заходи були переглянуті із введенням цілодобового локдауну, коли всі жителі країни мали залишатися у своїх будинках, а всі підприємства були закриті, крім закладів, діяльність яких є життєво важливою, список яких наведено в постанові. Дозволені конкретні дні дозволу виходу за покупками під контролем служби охорони здоров'я країни, яка експериментувала з встановленням змін для днів покупок (зокрема, конкретні дні для окремих прізвищ, час для людей похилого віку тощо). Перший 24-годинний період мав тривати один тиждень, але після продовження виявлення нових випадків хвороби його продовжили на два додаткові тижні (до 20 квітня), потім ще один тиждень (уже з послабленими карантинними протоколами), та пізніше знову до 5 тижнів тижня (до 5 травня). 18 квітня надзвичайний стан був офіційно продовжений ще на шість місяців для запобігання появи нових випадків хвороби (замість постійного продовження кожні кілька тижнів).
За відсутності нових випадків хвороби за перший тиждень травня прем'єр-міністр Кіт Мітчелл повідомив про послаблення дії цілодобової комендантської години, частина окремо зазначених закладів (зокрема, продуктові магазини, банки тощо) починаючи з 11 травня можуть знову працювати щодня, хоча і з продовженням комендантської години з 19:00 до 17:00. Дозволено відновити роботу також будівельним компаніям та підприємствам ландшафтного дизайну, дозволено поїздки між островами країни, хоча кордони країни залишились закритими до початку червня. Проте й надалі було обмежено користування громадським транспортом, яким не могли користуватись ті, хто мав приватний транспорт, а ресторани й надалі працювали лише на винос. Ці карантинні заходи продовжилися протягом тижня 25 травня, одночасно з відновленням роботи роздрібних магазинів та закладів сфери послуг (зокрема, перукарень та салонів краси), а також відновленням пасажирського поромного сполучення між Гренадою та Карріаку. Не було вказано дати відкриття аеропорту, але міністр транспорту запевнив громадськість, що про відкриття аеропорту буде повідомлено за 2 тижні, й що це буде лише після того, як у країні не буде створено принаймні «тримісячний запас» швидких тестів. З подібних причин ще не дозволили відновити роботу громадським автобусам, а переговори з автобусною асоціацією були зіпсовані відмовою уряду дозволити збільшення вартості поїздки на 0,50 долара США у обмін на зменшення місткості пасажирських перевезень (автобусний транспорт відновив роботу 1 червня, попри відсутність угоди).
Оскільки протягом червня кількість нових випадків хвороби продовжувала зменшуватися, надзвичайний стан у країні був продовжений, але з поступовим послабленням. 16 червня комендантська година не діяла з 5 ранку до 9 вечора (раніше з 6 ранку до 7 вечора), а робота закладів громадського харчування була дозволена, якщо вона була заздалегідь схвалена міністерством охорони здоров'я. 28 червня комендантську годину знову послаблено з 23:00 до 5:00 ранку.

### Тестування та відстеження контактів
Після того, як у країні стали доступними швидкі тести на COVID-19 та тестування на антитіла, доставленими за сприяння Університету Святого Джорджа та Венесуели, в уряду з'явилась можливість перевірити правильність незначної кількості випадків місцевої передачі вірусу (та й узагалі їх наявності). Хоча прем'єр-міністр заявляв про те, що очікується повне відкриття країни в червні 2020 року (хоча кордони залишаться закритими), але низький рівень поширення хвороби спонукав правоохоронні органи пропонувати все більші винятки з карантинних норм. До 18 квітня уряд прийняв їх пропозицію послаблення комендантської години після 27 квітня, оскільки на той час в країні було проведено 116 ПЛР-тестів та 82 швидких тестів (на антитіла), при цьому нові випадки не були виявлені (хоча масове тестування продовжилось і надалі). Також повідомлено, що 7 інфікованих одужали.
Однак 20 квітня уявлення про перемогу невдовзі змінилося. На початку тижня комендантської години (20–24 квітня) на ранковій прес-конференції представники уряду роз'яснили, яким закладам дозволено відкритися, та повідомили загальні принципи карантинних обмежень на наступний тиждень, які включали відкриття кордонів парафій країни вперше за чотири тижні. Значна частина населення країни справедливо сприймали це як початок поступового відкриття країни. Але опівдні міністр Ніколас Стіл зробив екстрене повідомлення про те, що 19 квітня до лікарні був госпіталізований новий хворий (випадок № 15), у якого були симптоми COVID-19 та позитивний експрес-тест на антитіла до COVID-19. За 2 дні у хворого підтверджений COVID-19 шляхом повторних ПЛР-тестів. Оскільки не було даних, що ця особа виїздила з країни, та не контактувала з кимось, хто виїздив за межі країни, і не контактувала з будь-якими підтвердженими випадками хвороби, то цей випадок визнаний першим випадком місцевого інфікування коронавірусом, ймовірно, внаслідок інфікування від недіагностованого безсимптомного випадку хвороби. 25 квітня був підтверджений третій такий безсимптомний випадок (як і інші подібні випадки, що вважаються пов'язаними з випадками, завезеними з-за кордону), зокрема у двох співпрацівників хворого № 15. Також повідомлено, що той день (25 квітня) було проведено 175 ПЛР-тестів та 1000 експрес-тестів, у тому числі у 69 співпрацівників хворого № 15 та 57 тестів на Карріаку та Малій Мартиніці. До 29 квітня повідомлено, що проведено 1200 швидких тестів та 206 ПЛР-тестів, хоча кількість позитивних експрес-тестів не було оприлюднено, оскільки офіційний підрахунок ґрунтується виключно на активних випадках, підтверджених за допомогою ПЛР.
До 5 травня було проведено 309 ПЛР-тестів та 1472 швидких тестів, кількість яких пізніше збільшилась після проведення серії тестувань на заводу в Темпі (контактних з випадком № 15). Ці тести виявились негативними, підтвердивши, що місцева передача вірусу (якщо вона взагалі відбулася) на той день зменшилася. 12 травня міністерство охорони здоров'я повідомило, що проведено 412 ПЛР-тестів та загалом 2007 швидких тестів. 15 травня, після повідомлення про 22-ий випадок хвороби, міністерство охорони здоров'я повідомило про 2459 проведених експрес-тестів та 454 ПЛР-тести. До 25 травня оголошено завершеним відстеження контактів випадку № 15, в інших осіб не було позитивних результатів тестування на коронавірус. Однак залишилось незрозумілим, чи справді випадок № 15 був місцевою передачею вірусу, чи хтось із фабрики заразився коронавірусом при контакті з хворим у порту. Увесь екіпаж принаймні одного вантажного судна, з яким контактував випадок № 15, був відстежений та протестований на коронавірус, але у всіх членів екіпажу результат тестування був негативним.

## Регіональне співробітництво
З початку пандемії уряд Гренади співпрацював із Панамериканською організацією охорони здоров'я та Карибською організацією охорони здоров'я, а також із урядами сусідніх країн. Однак закриття кордонів призвело до напруги з Сент-Вінсентом і Гренадинами, де уряд Ральфа Гонсалвіша набагато слабше боровся з епідемією хвороби. 11 квітня Гонсалвіш розкритикував ставлення прем'єр-міністра Гренади Мітчелла до Гренадинських островів Гренади, заявивши: «Я хочу сказати жителям Карріаку та Малої Мартініки, що якщо у вас є труднощі з харчуванням, ми можемо допомогти», на що Мітчелл, коли його запитали про ці вислови на брифінгу для преси, назвав Гонсалвіша «вкрай безвідповідальним». Ця суперечка стала нагадуванням про історичну напруженість щодо володіння Гренадинами. Після пожежі зі смертельним випадком, яка відбулась 19 травня на єдиній автозаправній станції Юніон -Айленд, Гренада повідомила, що вживаються зусилля для безперебійного постачання пального.

## Вплив на економіку

### Загальний вплив на економіку
Як і у всьому світі, пандемія COVID-19 завдала серйозного удару економіці Гренади, зокрема наслідком її став обвал туристичної галузі. 20 березня 2020 року уряд повідомив про запровадження пакету допомоги для надання підтримки малим підприємствам, призупинення виплати низки податків, та виплати допомоги по безробіттю громадянам, які мають право на це, на повну реалізацію якого пішло близько місяця. Також було створено 7 підкомітетів, які зосереджуються на потребах туризму та інвестицій іноземних громадян, будівництва, освіти, малого бізнесу, сільського господарства та рибальства, виробництва та електронного бізнесу. Для допомоги подолання падіння економіки в короткостроковій перспективі, Гренада отримала термінову позику в розмірі 22,4 мільйонів доларів США від МВФ у пакеті, який був спрямований на країни Східної Карибського басейну — Домініку, Гренаду та Сент-Люсію, він майже в два рази перевищив попередню заборгованість Гренади перед кредиторами (14,38 мільйонів доларів США). Ще один кредит у розмірі 5,9 мільйона доларів наданий через Карибський банк розвитку.

### Авіаційний транспорт
22 березня 2020 року міжнародний аеропорт Гренади та регіональний аеропорт Карріаку були закриті для всіх комерційних пасажирських авіаперевезень аж до літа 2020 року. Після припиненням пасажирських рейсів припинена робота кур'єрських поштових служб (зокрема USPS та Royal Mail), дозволено лише роботу приватних кур'єрських служб, зокрема «Fed-Ex» та «DHL». 29 травня повідомлено, що на 30 червня заплановано відкриття кордонів країни (і, зокрема, й аеропортів), з урахуванням того, що всім пасажирам після прибуття до країни буде проводитися вимірювання температури, експрес-тест на антитіла до коронавірусу, та вони добровільно підуть на самоізоляцію на 14 днів після прибуття до країни. Для моніторингу проявів хвороби та переміщення людей під час карантину використовувався мобільний додаток. 26 червня міністр туризму та цивільної авіації країни Кларіс Модест-Крювен повідомила, що аеропорти готові до відкриття. Однак у промові до нації через два дні (28 червня) прем'єр-міністр Кіт Мітчелл заявив, що міжнародні авіарейси, швидше за все, відновляться лише на початку серпня, посилаючись на поновлення епідемії хвороби в США (велика країна, з якої прибуває найбільше туристів до Гренади) та відмову міжнародних авіаліній вимагати перевірки пасажирів перед посадкою на літак.

### Громадський транспорт
1 червня 2020 року на Гренаді дозволено відновити роботу громадському автобусному транспорту, але зі скороченням пасажирського навантаження (максимум 12 осіб у салоні, включаючи водія та кондуктора, згодом ця кількість збільшилося до 15). 10 червня 2020 року уряд заявив, що запроваджено виплати водіям автобусів загальним розміром 360 тисяч доларів США, що становить 800 доларів США на місяць на автобус. Асоціація автобусних перевізників подякувала уряду за цю виплату, але (зауваживши, що виплата припиниться після відновлення автобусного сполучення) асоціація попросила збільшити виплату на 0,50 долара за поїздку. Угода не була укладена, тому автобусний транспорт відновив роботу без подальшої державної підтримки.

## Вакцинація
Гренада отримала перші дози вакцини AstraZeneca у лютому 2021 року, але рівень вакцинації у країні у порівнянні з іншими країнами КАРІКОМ залишався низьким.
19 серпня 2021 року США підтвердили поставку уряду Гренади 29250 доз вакцини «Pfizer-BioNTech».
Станом на 2 вересня 2021 року кількість осіб, вакцинованих першою дозою вакцини, становила 26088 осіб, а кількість щеплених другою дозою вакцини складало 19372 особи.
Станом на 3 вересня 2021 року кількість осіб, вакцинованих першою дозою вакцини, становила 26545 осіб, а кількість щеплених другою дозою вакцини становило 19450 осіб.
Під час хвилі нових випадків хвороби темпи вакцинації різко зросли, з 18 серпня по 7 вересня було введено понад 5 тисяч перших доз вакцини.
19 листопада 2021 року Аргентина надала пожертвування Гренаді 11 тисяч доз вакцини «Oxford-AstraZeneca», що становить близько 10 % цільового населення Гренади для вакцинації.